# Lee's Sandwiches
Lee's Sandwiches (tên chính thức là Lee's Sandwiches International, Inc.) là một chuỗi nhà hàng thức ăn nhanh bán đồ ăn Việt Nam có trụ sở tại San Jose, California, Hoa Kỳ, và các chi nhánh ở nhiều tiểu bang khác và tại Đài Loan. Lee's Sandwiches bán bánh mì Pháp, bánh mì kẹp kiểu Việt Nam, bánh sừng bò kẹp "kiểu châu Âu", cà phê sữa đá, và chè. Lee's Sandwiches được xem là một trong những doanh nghiệp làm cho bánh mì kẹp và cà phê sữa đá Việt Nam được thịnh hành đối với người Mỹ nói chung và gây cảm hứng cho những chuỗi tiệm bánh khác có người gốc Việt làm chủ.

## Lịch sử

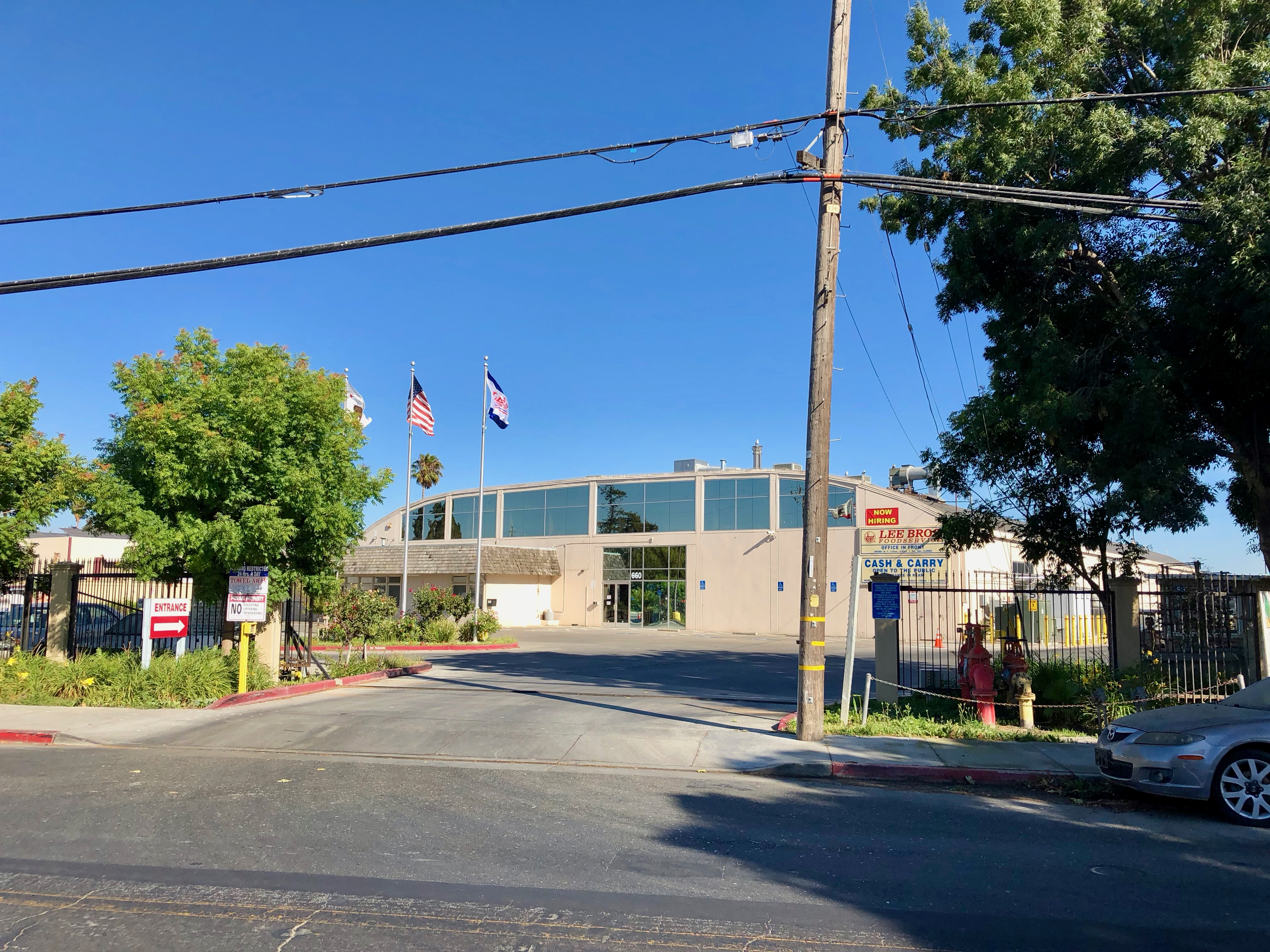
Trụ sổ Lee Bros. Foodservice và Lee's Sandwiches tại San Jose.

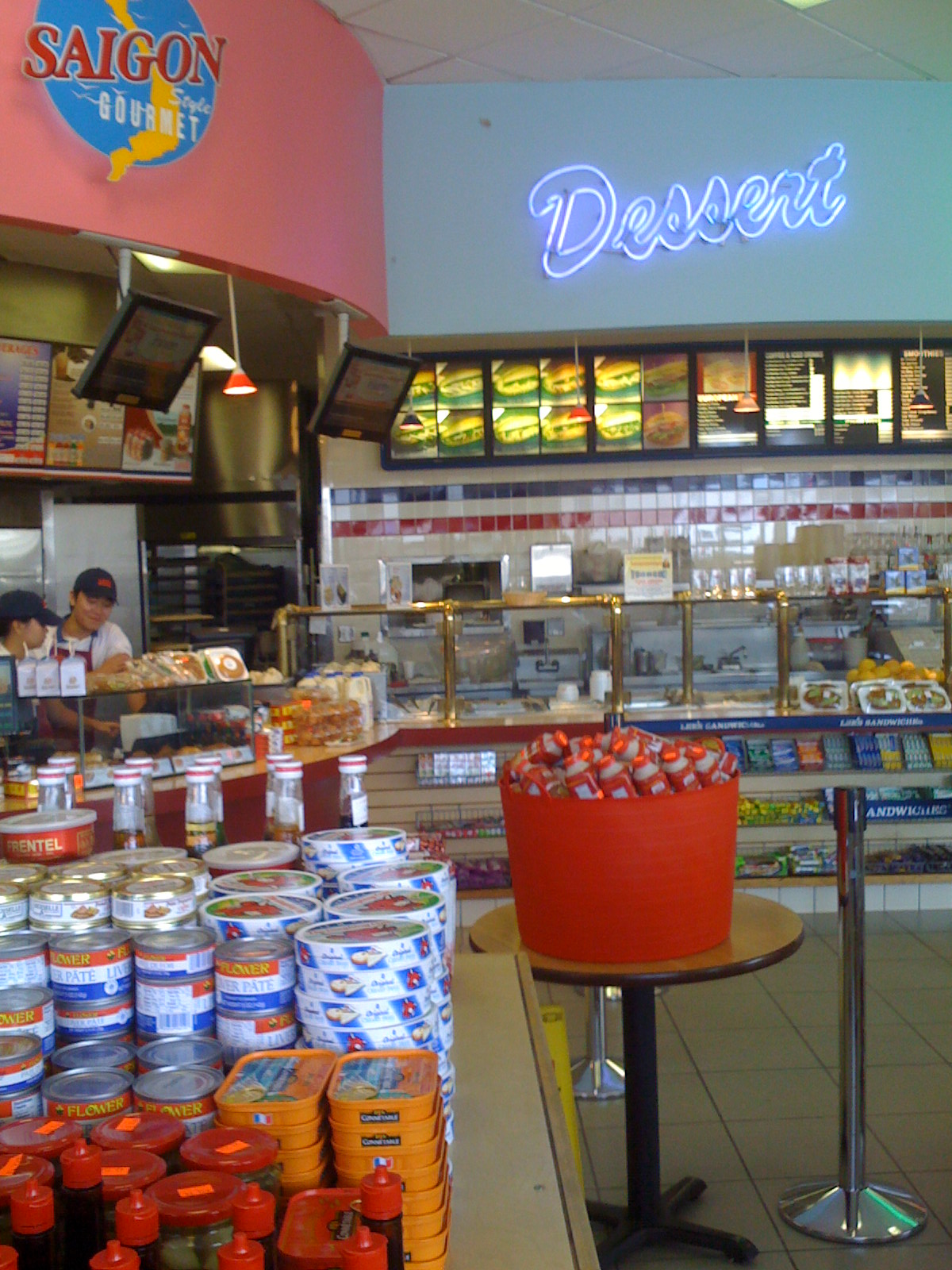
Một tiệm Lee's Sandwiches tại Westminster, California.

Lee's Sandwiches được sáng lập bởi gia đình nhà họ Lê, gia đình này từng sở hữu một nhà máy đường ở tỉnh An Giang trước thời Chiến tranh Việt Nam và là thuyền nhân di cư sang nước Mỹ vào tháng 7 năm 1979. Sau một thời gian ngắn ở New Mexico và Monterey, California, gia đình chuyển đến San Jose, California, vào năm 1980.
Ban đầu Lê Văn Chiêu làm bếp trong xe tải thực phẩm trước khi mua một xe tải riêng vào năm 1981. Từ xe này, ông và vợ là Quách Ngọc Yến bán hamburger, burrito, mì xào, và bánh mì kẹp cho công nhân vào giờ giải lao. Năm sau, em của Chiêu là Henry Lê Văn Hướng mua thêm một xe tải, và hai anh em sáng lập một doanh nghiệp phân phối thức ăn di động. Tên của công ty là Lee Bros. Foodservice, Inc., tức Anh hóa tên họ thành "Lee" để cho người Mỹ dễ đọc hơn. Tính đến năm 1985, công ty phục vụ hơn 500 xe tải, trong số đó có nhiều xe tải có người chủ gốc Việt.
Năm 1983, cha mẹ Lê Văn Bá và Nguyễn Thị Hạnh bắt đầu mượn xe tải của hai anh em vào mỗi cuối tuần để bán bánh mì kẹp kiểu Việt Nam tại góc đường số 6 và đường Santa Clara, gần khu trường Đại học Tiểu bang San Jose. Vì xe tải bán chạy nên một số nhà hàng lân cận yêu cầu chính phủ thành phố phạt cho hai vợ chồng. Tháng 6 năm 1983, họ mở cửa tiệm bánh mì truyền thống có tên Lee's Sandwiches ở cùng góc đường. Năm 1988, tiệm này di chuyển đến tòa nhà lớn hơn gần góc đường King và Tully, ở phố đông người gốc Việt tại Đông San Jose.
Ngày 8 tháng 8 năm 2001, Chiêu và con trai Lê Chiêu Minh mở tiệm bánh mì cà phê kiểu Mỹ tại khu Tiểu Sài Gòn ở thành phố Westminster, California. Tiệm này bán nhiều món hơn, bao gồm các loại bánh mì fusion phương tây, nhằm mục đích thu hút khách cả người gốc Việt và những người khác. Trong gia đình có tranh luận về hướng phát triển mới, nhưng tiệm rất thành công. Trong vòng một năm, chuỗi này mở thêm bảy tiệm và vào nhiều thành phố khác ở miền bắc và miền nam California. Năm 2005, Lee's Sandwiches trở thành tiệm bánh mì cà phê đầu tiên cho phép nhượng quyền kinh doanh.

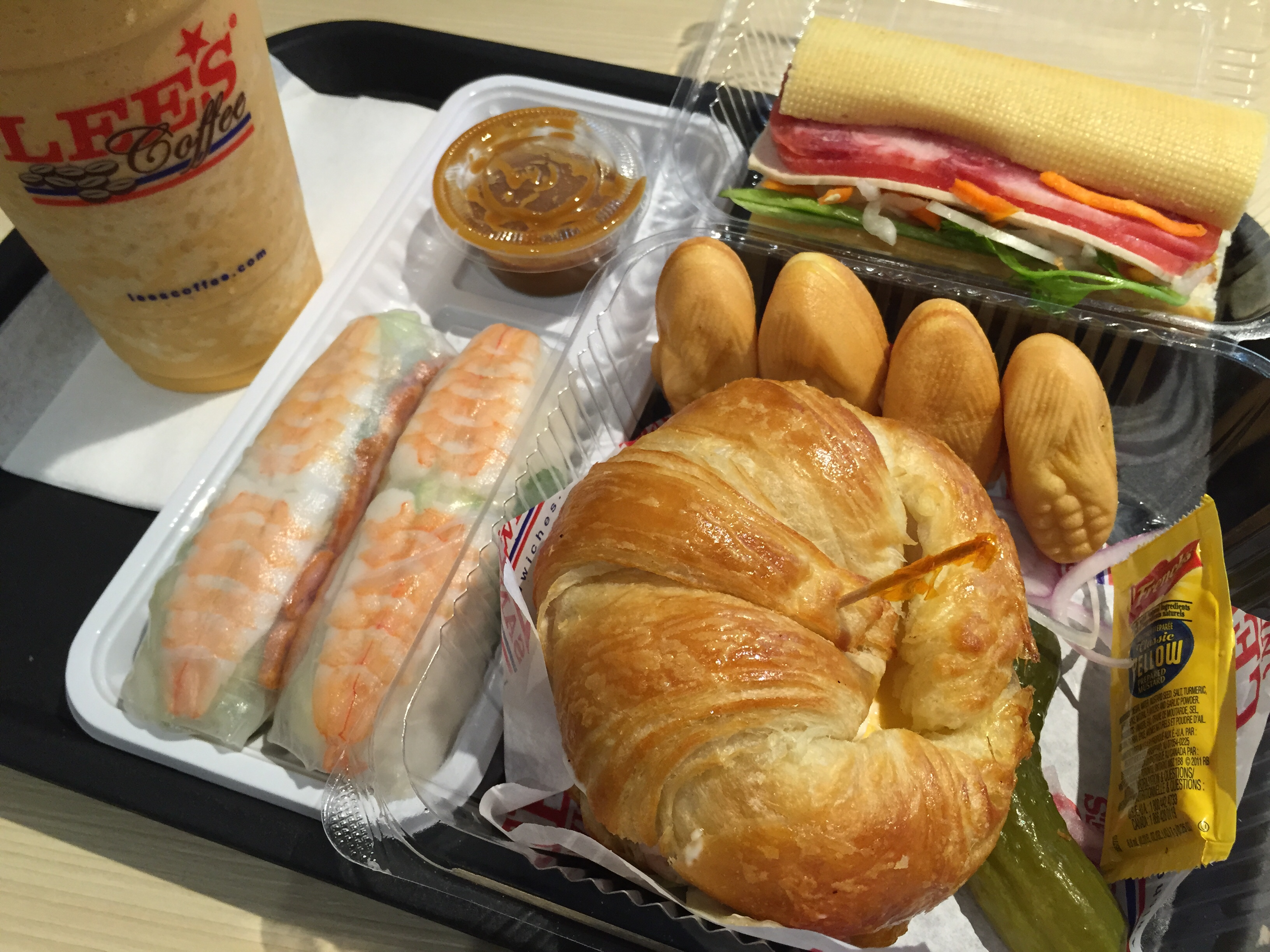
Lee's Sandwiches bán các món ăn chính là bánh sừng bò kẹp, bánh mì đặc biệt, gỏi cuốn, và cà phê sữa đá.

Tính đến năm 2006, Lee's Sandwiches đã trở thành một trong những chuỗi thức ăn nhanh phát triển nhanh nhất trong miền tây Hoa Kỳ. Tháng 3 năm 2006, tiệm lớn nhất mở cửa tại Houston, Texas, với diện tích 930 mét vuông (10.000 foot vuông). Ngày đầu tiên, khách xếp hàng dài để vào tiệm Lee's đầu tiên tại Houston.
Ngày 8 tháng 8 năm 2008, Lee's Sandwiches liên doanh với một công ty Hàn Quốc để mở quán cà phê Lee's Coffee tại Quận 1, Thành phố Hồ Chí Minh. Tháng 8 năm 2015, Lee's Sandwiches mở tiệm bánh mì trong Nhà ga Đài Bắc. Tính đến  tháng 4 năm 2017, công ty nghiên cứu tiếp thị Sundale Research liệt kê Lee's Sandwiches trong danh sách 12 chuỗi tiệm bánh mì cà phê lớn nhất tại Hoa Kỳ. Ngày 8 tháng 8 năm 2017, gia đình mở quán cà phê Lee's Coffee Roastery bên cạnh một tiệm bánh mì Lee's Sandwiches tại Westminster, California.

## Các tiệm
Tính đến  năm 2018, Lee's Sandwiches có 59 tiệm bánh mì tại Hoa Kỳ. Các tiệm nằm trong thành phố đông người Mỹ gốc Việt thuộc các tiểu bang Arizona, California, Nevada, Oklahoma, Oregon, Texas, và Virginia. Một tiệm hiện nay đối diện với vị trí tiệm ban đầu và Tòa thị chính San Jose. Lee's Sandwiches có quầy trong khu ẩm thực tại các trung tâm Phước Lộc Thọ tại Westminster, California, và Cali Saigon Mall tại Garland, Texas. Với các tiệm trong Westminster Mall tại Westminster và Eastport Plaza tại Portland, Oregon, Lee's Sandwiches là một trong những doanh nghiệp có chủ gốc Việt được vào các trung tâm thương mại kiểu Mỹ.

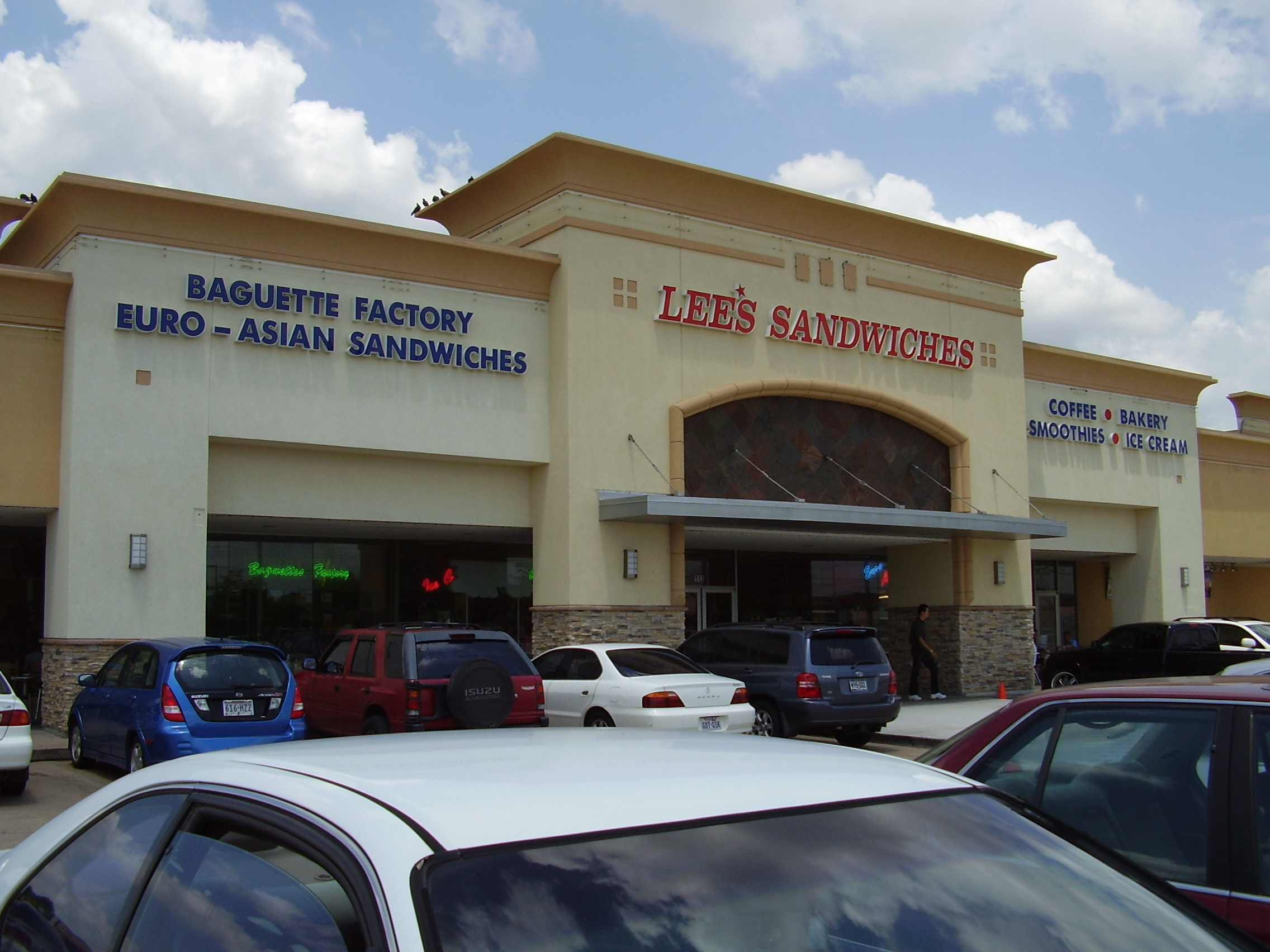
Lee's Sandwiches Bellaire tại Khu Quốc tế, Houston, Texas, là tiệm lớn nhất với diện tích 930 m2. Tiệm nướng mỗi giờ tới 300 ổ bánh mì.

Bên ngoài nước Mỹ, Lee's Sandwiches có hai tiệm tại Đài Bắc.

## Vệ sinh
Tháng 12 năm 2013, Lee's Sandwiches thu hồi 740 pound (340 kg) lạp xưởng mai quế lộ trong các gói 450 gam (16 oz) vì có thể bị nhiễm vi khuẩn Staphylococcus aureus.
Tháng 5 năm 2015, Lee's Sandwiches phải thu hồi 200.000 kilôgam (441.000 lb) bánh bao và pa tê sô thịt bò, hèo, gà được sản xuất bởi chi nhánh LQNN tại Garden Grove, California, vì Cục Kiểm dịch và An toàn Thực phẩm thuộc Bộ Nông nghiệp liên bang điều tra về vụ dán lộn nhãn của nhà máy San Jose.